# Abraxas submartiaria
Abraxas submartiaria är en fjärilsart som beskrevs av Eugen Wehrli 1932. Abraxas submartiaria ingår i släktet Abraxas och familjen mätare. Inga underarter finns listade i Catalogue of Life.